# Jean-Claude Gérard
Pour les articles homonymes, voir Gérard.
Jean-Claude Gérard, né le 26 septembre 1946 à Ans, est un astronome belge, professeur extraordinaire à l'université de Liège et chercheur belge spécialiste de la composition et l’évolution des atmosphères terrestre et planétaires, ainsi que des interactions soleil-magnétosphères.

## Biographie

### Vie privée
Jean-Claude Gérard est né le 26 septembre 1946 à Ans (Belgique). Il est le premier fils de Lambertine (institutrice) et de Nicolas (directeur d'école) et a un frère, Daniel.

Il se marie le 5 août 1971 à Ans avec Josée-Anne Boulanger. Ils auront deux enfants, Luc et Philippe, tous deux nés durant leur séjour au Colorado (États-Unis). Jean-Claude Gérard a deux petits-enfants, Emma et Martin.

### Études
Il suit les cours de l'enseignement secondaire à l'Athénée royal de Liège I dans la section latin-mathématiques et obtient le prix du gouvernement en 1964.
Jean-Claude Gérard suit la licence en sciences physiques à l'université de Liège et obtient en 1968 la plus grande distinction pour ses études.
Il obtient un doctorat en sciences à l'université de Liège en avril 1974, avec la plus grande distinction à la suite de sa thèse intitulée Contribution à l’étude des mécanismes d’excitation dans les aurores polaires.
Il est agrégé de l'enseignement supérieur de l'université de Liège en 1986 à la suite de sa dissertation sur Les Constituants azotés dans l’atmosphère supérieure de la Terre et de Vénus.

### Carrière universitaire
- Octobre 1967 à juin 1968 : élève-assistant dans le service de physique générale à l'université de Liège
- Octobre 1968 à septembre 1969 et janvier 1970 à septembre 1971 : attaché du  Fonds de la recherche fondamentale collective à l'université de Liège
- Octobre 1971 à septembre 1975 : aspirant du FNRS (université de Liège)
- Octobre 1975 à juin 1976 : Research Associate au Laboratory for Atmospheric and Space Physics, université du Colorado
- Juillet 1976 à mars 1977 : assistant volontaire (université de Liège)
- Avril 1977 à septembre 1977 : assistant à l’université de Liège
- Octobre 1977 à septembre 1987 : chercheur qualifié du FNRS
- Octobre 1987 à septembre 1991 : maître de recherches du FNRS
- 1991 à 2011 : directeur de recherches du FNRS
- Avril 1993 à décembre 1996 : chargé de cours à l’université de Liège
- Janvier 1997 à 2011 :  professeur à l’université de Liège
- De 1999 à 2001: vice-président du département d'Astrophysique, Géophysique et Océanographie de l'université de Liège
- De 2001 à 2009: président du département d'Astrophysique, Géophysique et Océanographie de l'université de Liège
- Depuis 2001: président du comité scientifique de l'Institut d'Aéronomie spatiale de Belgique
- De 2006 à 2009: président du comité scientifique du Centre spatial de Liège
- 2011 : professeur extraordinaire à l’université de Liège
- 2012 : professeur invité à l'université de Liège

## Prix et distinctions scientifiques
- Prix triennal M. Dehalu en 1974 de l’université de Liège
- Lauréat du concours des bourses scientifiques de l’OTAN pour un séjour à l’université du Colorado (1974-75), avec renouvellement (1975-76)
- Prix des Amis de l’université de Liège (période 1986-1987)
- Prix A. Wetrems de l’Académie royale de Belgique (période 1987-1988)
- Commandeur de l’ordre de la Couronne de Belgique en 1999
- Co-lauréat du Group Achievement Award for the IMAGE mission, NASA, en 2001

## Participations à des missions scientifiques
- Co-investigateur du projet Odd nitrogen in the thermosphere and mesosphere financé par la National Science Foundation de 1988 à 1990
- Guest investigator de la mission Pioneer Venus de la NASA
- 'Scientifique coopté' du programme temps garanti de l’Agence spatiale européenne : Far ultraviolet imaging of the giant planets, à l’aide de la Faint Object Camera (FOC) du télescope spatial Hubble
- Investigateur principal du programme d’observation Multispectral multi-timescale observations of the jovian aurora, télescope spatial Hubble en 1993
- Investigateur principal du programme d’observation High resolution imaging of Jupiter and Saturn’s UV aurora, télescope spatial Hubble, 1994
- Investigateur principal du programme d’observation Observation of short timescale variability of the Jovian UV aurora, télescope spatial Hubble 1996
- Investigateur principal du programme d’observation Mapping of the H emission and color ratio in the Jovian aurora, télescope spatial Hubble, en 1997
- Co-investigateur principal du programme d’observation Spectroscopy of Saturn’s FUV aurora, télescope spatial Hubble, 2005
- Investigateur principal du programme d’observation Coordinated observations of Saturn’s auroral dynamic morphology and Cassini plasma measurements, télescope spatial Hubble, en 2005
- Co-Investigateur principal du programme A comprehensive survey of the giant planet aurora, télescope spatial Hubble, 2006
- Co-investigateur du programme Nighttime measurements of nitric oxide, télescope spatial Hubble, de 1992 à 1993
- Co-investigateur du programme Spectro-imaging of the jovian aurora, télescope spatial Hubble , 1994
- Co-investigateur du programme Spectroscopic observations of Jupiter’s aurora, télescope spatial Hubble, 1994
- Co-investigateur du programme Auroral signature of comet Shoemaker-Levy 9 with the Jovian magnetosphere, télescope spatial Hubble, en 1994
- Co-investigateur de multiples programmes des cycles 5 à 20 relatifs aux atmosphères supérieures de Jupiter du télescope spatial Hubble
- Co-investigateur de l’expérience Airglow-Solar Spectrometer Instrument à bord du satellite San Marco de 1988 à 1994
- Co-expérimentateur du programme de télédétection Coupling vegetation models and ADEOS sensor measurements for the study of interaction between terrestrial biosphere and climate, plate-forme polaire japonaise ADEOS (1995-1998).
- Co-investigateur du programme préparatoire de l’Union européenne Satellite measurements and terrestrial ecosystem modelling using the VEGETATION instrument de 1995 à 1998
- Co-investigateur de l’expérience FUV à bord du satellite IMAGE
- Co-investigateur de l’imageur  spectral  FUV à bord du futur orbiteur de Jupiter Juno
- Membre de l'équipe scientifique de l'instrument Cassini-UVIS
- Co-investigateur et membre des équipes SPICAM et SPICAV (spectro-imageurs ultraviolets à bord des orbiteurs Mars Express et Venus Express)
- Sélectionné par l’Agence spatiale européenne comme Supporting Investigator  de la mission Venus Express en mai 2006

## Sociétés savantes
- Membre de quatre Comités nationaux de l’Académie royale de Belgique :

1 Recherche spatiale (CNRS)
2 Relations Soleil-Terre
3 Programme international Géosphère - Biosphère (IGBP, Global Change)
4 Comité national de géodésie et géophysique
- Membre de la Société royale des sciences de Liège[4]
- Membre de l’American Geophysical Union
- Membre de l’Union européenne des géosciences
- Membre de l’Académie internationale d'astronautique
- Membre de l’Academia Europaea, section Earth and cosmic Sciences

## Publications
- Liste des publications de Jean-Claude Gérard